# Alphabet adlam

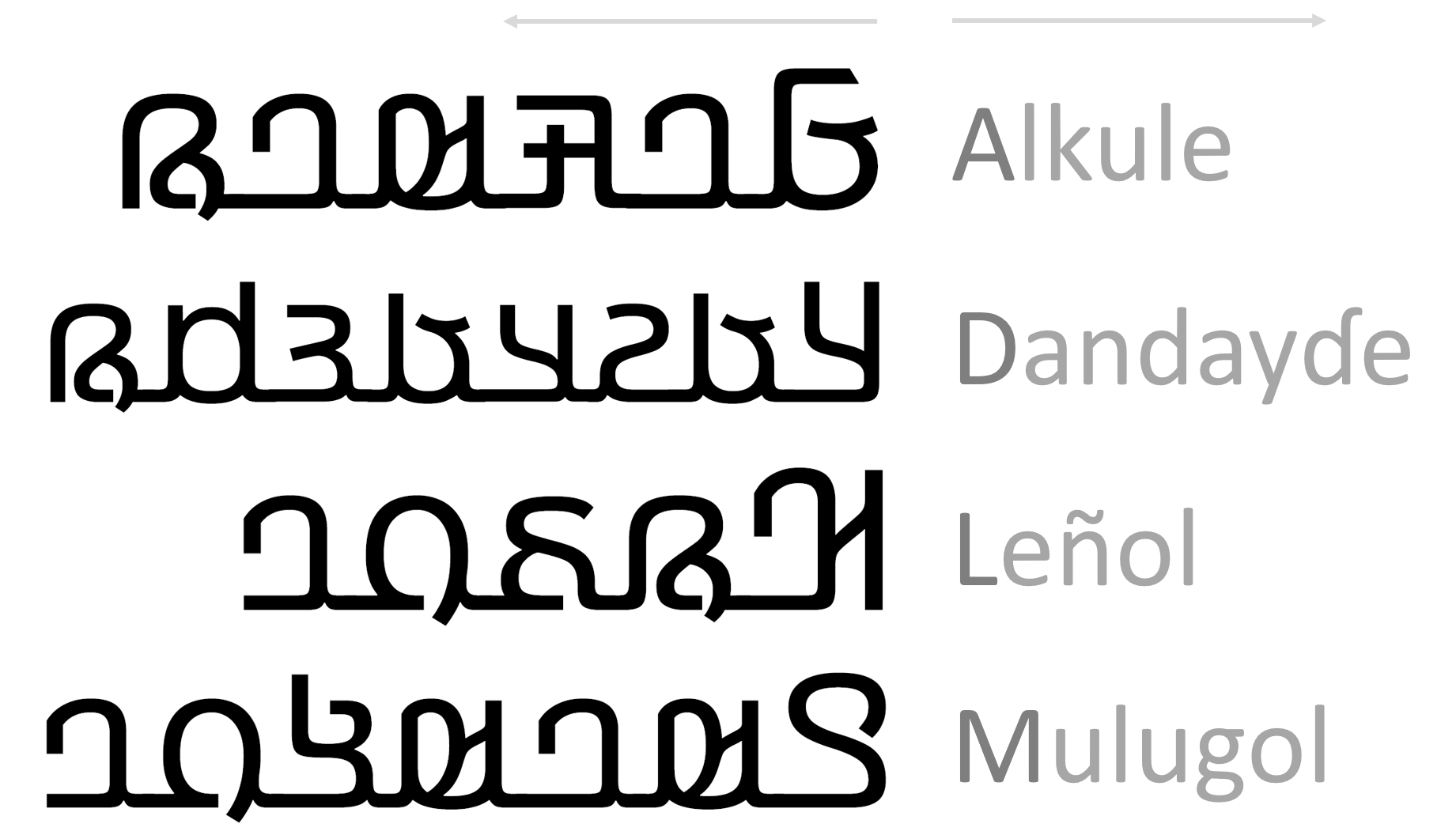
Acrostiche donnant le nom ADLaM.

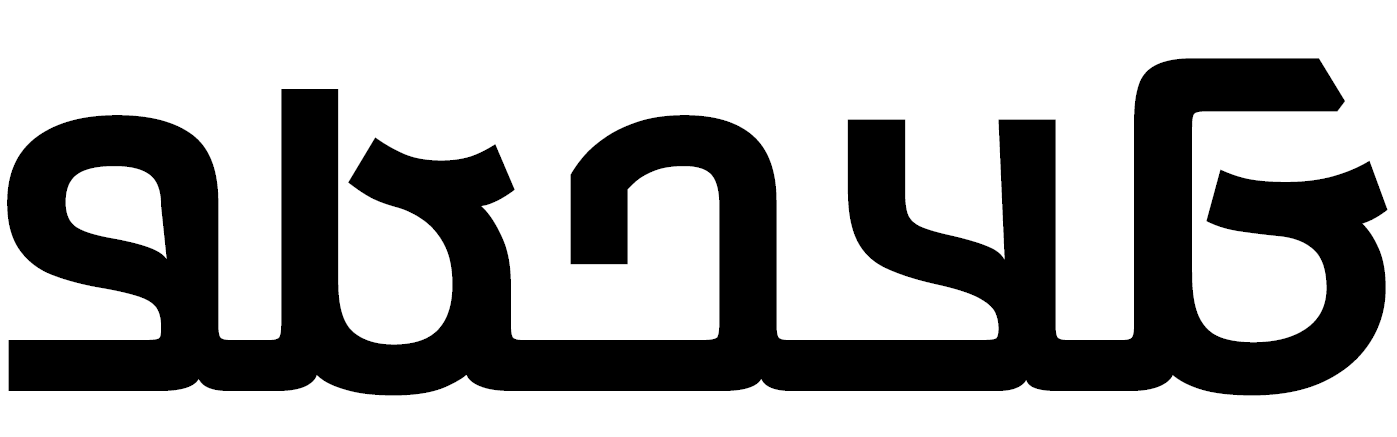
Écriture ADLaM.

Pour les articles homonymes, voir Adlam.
L'adlam, ou ADLaM, est un alphabet inventé en Guinée en 1989 pour écrire le peul. Il est composé de 28 lettres et s’écrit de droite à gauche.

## Création de l'alphabet
Deux enfants de Guinée, Abdoulaye et Ibrahima Barry, alors âgés de 10 et 14 ans, inventent cet alphabet en 1989,. À cette époque, leur langue maternelle, le peul (aussi appelé poular ou fulfulde) est parlé par les millions de locuteurs du peuple peul largement disséminé à travers l'Afrique de l'Ouest, mais n'a aucune écriture qui lui soit propre,. Pour s'écrire, les Peuls utilisaient souvent l'alphabet arabe. L'alphabet latin a été utilisé la première fois par l'Institut africain international (AIA) en 1921[réf. nécessaire] pour transcrire les langues africaines. Par la suite, en février-mars 1966, sous l'égide de l'Unesco, un travail d'unification de la transcription de certaines langues africaines dont le peul a été fait, et un alphabet basé sur le latin a été définitivement retenu. C'est cet alphabet latin qui a été officiellement reconnu par plusieurs États où le peul est parlé, et par l'Union africaine (ACALAN). L'alphabet latin est donc l'alphabet officiel, largement utilisé pour la transcription du peul.
Le père d'Abdoulaye et Ibrahima, par sa connaissance de l'arabe, était souvent sollicité par ses amis ou sa famille, qui lui apportaient les lettres qu'ils avaient reçues, pour les leur déchiffrer. Ses fils l'aidaient dans cette tâche difficile pour reconstituer le texte noté dans une écriture dont les signes ne correspondant pas aux sons peuls. Devant la difficulté, Abdoulaye Barry demande à son père pourquoi les Peuls n'ont pas leur propre système d'écriture, et décide alors d'en créer un.
Les deux frères dessinaient des formes au hasard sur le papier, en fermant les yeux. Les rouvrant ensuite, ils choisissaient un dessin qui leur plaisait et décidaient du son peul à y associer. Ils créent ainsi un alphabet de vingt-huit lettres, plus dix autres signes pour les chiffres. Ils ajoutent ensuite six autres lettres, pour servir à d'autres langues africaines proches, et pour transcrire les mots empruntés.

## Les lettres de l'alphabet
| Capitale                                                       | Minuscule | Latin                    | Nom de la lettre | API |
| -------------------------------------------------------------- | --------- | ------------------------ | ---------------- | --- |
| 𞤀                                                              | 𞤢         | a                        | alif             | a   |
| 𞤁                                                              | 𞤣         | d                        | dâli             | d   |
| 𞤂                                                              | 𞤤         | l                        | lam              | l   |
| 𞤃                                                              | 𞤥         | m                        | mim              | m   |
| 𞤄                                                              | 𞤦         | b                        | ba               | b   |
| 𞤅                                                              | 𞤧         | s                        | singniyhé        | s   |
| 𞤆                                                              | 𞤨         | p                        | pè               | p   |
| 𞤇                                                              | 𞤩         | ɓ (bh)                   | bhè              | ɓ   |
| 𞤈                                                              | 𞤪         | r                        | ra               | r/ɾ |
| 𞤉                                                              | 𞤫         | e                        | è                | e   |
| 𞤊                                                              | 𞤬         | f                        | fa               | f   |
| 𞤋                                                              | 𞤭         | i                        | i                | i   |
| 𞤌                                                              | 𞤮         | o                        | ö                | o   |
| 𞤍                                                              | 𞤯         | ɗ (dh)                   | dha              | ɗ   |
| 𞤎                                                              | 𞤰         | ƴ (yh)                   | yhè              | ʔʲ  |
| 𞤏                                                              | 𞤱         | w                        | wâwou            | w   |
| 𞤐                                                              | 𞤲         | n ou autre nasale finale | noûn             | n   |
| 𞤑                                                              | 𞤳         | k                        | kaf              | k   |
| 𞤒                                                              | 𞤴         | y                        | ya               | j   |
| 𞤓                                                              | 𞤵         | u                        | ou               | u   |
| 𞤔                                                              | 𞤶         | j                        | djim             | dʒ  |
| 𞤕                                                              | 𞤷         | c                        | tchi             | tʃ  |
| 𞤖                                                              | 𞤸         | h                        | ha               | h   |
| 𞤗                                                              | 𞤹         | ɠ (q)                    | ghaf             | q   |
| 𞤘                                                              | 𞤺         | g                        | ga               | ɡ   |
| 𞤙                                                              | 𞤻         | ñ (ny)                   | gna              | ɲ   |
| 𞤚                                                              | 𞤼         | t                        | tou              | t   |
| 𞤛                                                              | 𞤽         | ŋ (nh)                   | nha              | ŋ   |
| Lettres supplémentaires (retranscription des langues voisines) |           |                          |                  |     |
| 𞤜                                                              | 𞤾         | v                        | va               | v   |
| 𞤝                                                              | 𞤿         | x (kh)                   | kha              | x   |
| 𞤞                                                              | 𞥀         | ɡb                       | gbe              | ɡ͡b  |
| 𞤟                                                              | 𞥁         | z                        | zal              | z   |
| 𞤠                                                              | 𞥂         | kp                       | kpo              | k͡p  |
| 𞤡                                                              | 𞥃         | sh                       | sha              | ʃ   |

| Diacritiques | Description |
| ------------ | --- |
| ◌𞥄            | 'a' long (placé soit sur la voyelle 'a' brève, soit sur la consonne) |
| ◌𞥅            | voyelle longue autre que le 'a' |
| ◌𞥆            | consonne double (gémination) |
| ◌𞥇            | hamza ou coup de glotte |
| ◌𞥈            | diacritique pour retranscrire certaines consonnes issues de l'arabe : 𞤢 (a) > 𞤢𞥈 ('ayn ع [ʕ]), 𞤺 (g) > 𞤺𞥈 (ghayn غ [ɣ]), 𞤸 (ḥ) > 𞤸𞥈 (ha ه [h]), pharyngales : 𞤧 (s) > 𞤧𞥈 (ṣad ص [sˁ]), 𞤼 (t) > 𞤼𞥈 (ṭa ط [tˁ]), 𞤣 (d) > 𞤣𞥈 (ḍad ض [dˁ]), 𞤶 (j) > 𞤶𞥈 (ẓa ظ [ðˁ]). |
| ◌𞥉            | consonne modifiée double (voir ◌𞥈) |
| ◌𞥊            | diacritique pour retranscrire certaines consonnes issues de l'arabe ou d'autres langues : 𞤧 (s) > 𞤧𞥊 (th [θ]), 𞤶 (j) > 𞤶𞥊 (z [z]) ou pour modifier l'ouverture de certaines voyelles : 𞤫 [e] > 𞤫𞥊 [ɛ] , 𞤮 [o] > 𞤮𞥊 [ɔ] |
| 𞥋            | lettre modificative (appelée nyondal et parfois apostrophe en français, bien qu'elle soit ici inversée) insérée entre un 𞤲 n (à droite) et la consonne suivante (à gauche) pour former une consonne prénasalisée dans un trigramme. Dans de nombreux cas où elle n'est pas nécessaire, cette apostrophe peut être omise de la transcription avec juste un digramme, notamment dans une syllabe initiale, ou bien si la consonne nasalisée suit une autre consonne (y compris un autre 𞤲 n d'une syllabe précédente) ou une voyelle longue. Elle n'est donc normalement utile que dans les mots polysyllabiques pour indiquer comment prononcer le 𞤲 n qui suit une voyelle courte et avant la consonne suivante (soit séparément en absence de l'apostrophe, avec un éventuel schwa comme si ce n était une syllabe amuite, soit combinée en une seule syllabe avec la consonne suivante à prénasaliser en présence de l'apostrophe). |

L'alphabet s'utilise en écrivant de droite à gauche.

## Codification
L'écriture a été ajoutée à la norme ISO 15924 précisément sous le code Adlm, no 166, avec « adlam » comme libellé officiel français (« Adlam » en anglais), enregistré le 5 décembre 2016.
L'écriture a également été codée dans la version 9.0 du standard informatique Unicode en 2016 dans le bloc de caractères U+1E900 à U+1E95F comprenant les lettres majuscules et minuscules de l’alphabet adlam (et quelques lettres complémentaires pour transcrire plus fidèlement d’autres langues géographiquement proches mais linguistiquement plus éloignées, dont des langues nigéro-congolaises et européennes auxquelles les langues et dialectes peuls modernes peuvent faire des emprunts jusque dans leur phonologie), les signes diacritiques, les chiffres décimaux et d’autres signes.
| en fr   | 0 | 1 | 2 | 3 | 4 | 5 | 6 | 7 | 8 | 9 | A | B | C | D | E | F |
| ------- | - | - | - | - | - | - | - | - | - | - | - | - | - | - | - | - |
| U+1E900 | 𞤀 | 𞤁 | 𞤂 | 𞤃 | 𞤄 | 𞤅 | 𞤆 | 𞤇 | 𞤈 | 𞤉 | 𞤊 | 𞤋 | 𞤌 | 𞤍 | 𞤎 | 𞤏 |
| U+1E910 | 𞤐 | 𞤑 | 𞤒 | 𞤓 | 𞤔 | 𞤕 | 𞤖 | 𞤗 | 𞤘 | 𞤙 | 𞤚 | 𞤛 | 𞤜 | 𞤝 | 𞤞 | 𞤟 |
| U+1E920 | 𞤠 | 𞤡 | 𞤢 | 𞤣 | 𞤤 | 𞤥 | 𞤦 | 𞤧 | 𞤨 | 𞤩 | 𞤪 | 𞤫 | 𞤬 | 𞤭 | 𞤮 | 𞤯 |
| U+1E930 | 𞤰 | 𞤱 | 𞤲 | 𞤳 | 𞤴 | 𞤵 | 𞤶 | 𞤷 | 𞤸 | 𞤹 | 𞤺 | 𞤻 | 𞤼 | 𞤽 | 𞤾 | 𞤿 |
| U+1E940 | 𞥀 | 𞥁 | 𞥂 | 𞥃 | 𞤢𞥄 | 𞤢𞥅 | 𞤢𞥆 | 𞤢𞥇 | 𞤢𞥈 | 𞤢𞥉 | 𞤢𞥊 | 𞥋 |   |   |   |   |
| U+1E950 | 𞥐 | 𞥑 | 𞥒 | 𞥓 | 𞥔 | 𞥕 | 𞥖 | 𞥗 | 𞥘 | 𞥙 |   |   |   |   | 𞥞 | 𞥟 |